# Mont Ngauruhoe
Le mont Ngauruhoe, en maori Ngāuruhoe, est un volcan de Nouvelle-Zélande situé dans l'île du Nord, entre deux autres volcans : le mont Tongariro au nord-nord-est et le mont Ruapehu au sud-sud-ouest. Avec 2 287 mètres d'altitude, il s'agit en réalité de la plus élevée des bouches éruptives du volcan Tongariro. De forme conique aux pentes très prononcées et couronnées par un cratère sommital, le mont Ngauruhoe a servi de lieux de tournages pour le mont Destin dans la trilogie cinématographique du Seigneur des Anneaux de Peter Jackson.

## Géographie

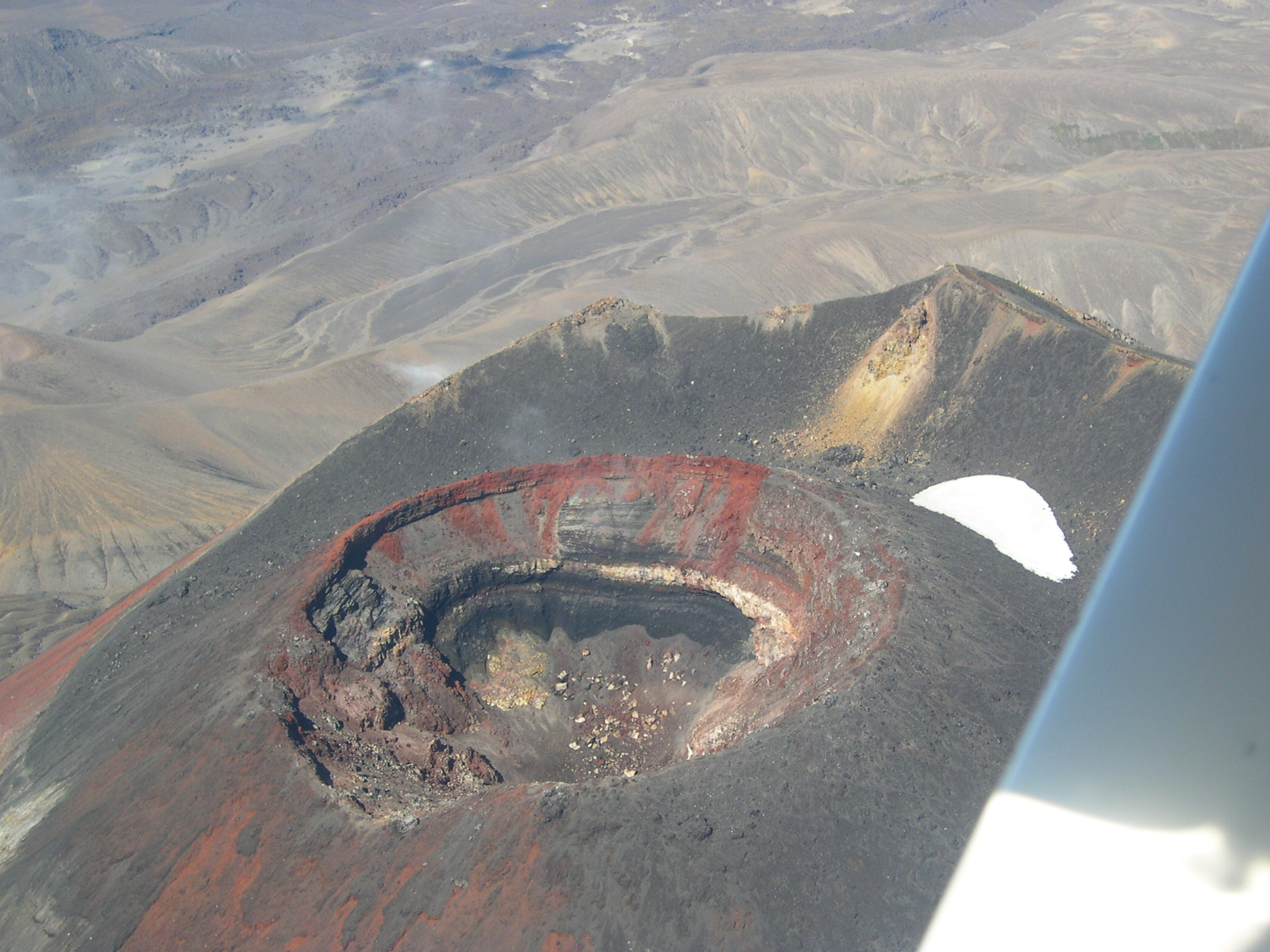
Vue aérienne du cratère sommital du Ngauruhoe.

### Topographie
Le mont Ngauruhoe culmine à 2 287 mètres d'altitude et à 800 mètres au-dessus des terres environnantes dans le centre de l'île du Nord en Nouvelle-Zélande. Sa forme caractéristique est due à ses flancs lisses et symétriques aux pentes prononcées. Il est le plus haut sommet du massif du Tongariro. Son sommet est couronné par un cratère emboîté dans un second cratère plus grand mais dont le rebord n'est visible qu'au sud-est du cratère central.
Ses pentes dépourvues de végétation sont enneigées en hiver. Il est inclus dans le parc national de Tongariro.

### Géologie
Le mont Ngauruhoe est un stratovolcan qui constitue la bouche éruptive la plus jeune du massif volcanique du Tongariro avec une formation débutée il y a de 2 500 ans. Ainsi, contrairement au mont Ruapehu et au mont Tongariro, il a échappé à la dernière ère glaciaire et les précipitations ne l'ont pas encore profondément érodé. Qualifié de volcan gris, ses éruptions se traduisent généralement par des explosions, la plupart d'indice d'explosivité volcanique de 2, et l'émission de nuées ardentes et de lahars. Ses éruptions relativement fréquentes, plus de soixante-dix depuis 1839, en fait le volcan le plus actif de la Nouvelle-Zélande, la dernière de ces éruptions s'étant produite le 4 juillet 1977.

## Dans la culture
En 2000, le mont Ngauruhoe sert de lieux de tournage pour le mont Destin dans la trilogie cinématographique du Seigneur des Anneaux de Peter Jackson. Toutefois, le réalisateur ne peut utiliser le sommet du volcan comme décor naturel pour certaines scènes, la montagne étant sacrée pour les Maoris et ils ne l'ont pas autorisé à filmer le sommet en plans rapprochés.